# Luca Marrone
Pour les articles homonymes, voir Marrone.
Luca Marrone, né le 28 mars 1990 à Turin dans le Piémont, est un footballeur italien évoluant au poste de défenseur central au FC Crotone

## Biographie

### Juventus
Formé à la Juve depuis ses 8 ans, Luca Marrone gagne pas moins de 4 tournois jeunes avec les Juventini, dont le tournoi de Viareggio en février 2009 et en février 2010.
Il entre en équipe première lors de la saison 2009-2010. Le 23 août 2009, à 19 ans, il fait son entrée en Série A contre le Chievo Vérone (victoire 1-0) et reçoit, à cette occasion, un premier carton jaune peu après son entrée en jeu. Il joue son deuxième match le 19 septembre contre Livorno (2-0).

### Sienne
Le 1er juillet 2010, Luca part en prêt à Sienne en série B. Ciro Immobile fait également un prêt à Sienne. Il débute contre l'Atalanta le 18 septembre 2010 et est remplacé à la 76e. Une semaine après, il joue les 90e contre Piacenza. Il marque le 8 décembre contre Vicenza. À la fin de la saison Sienne est promu en série A grâce à sa deuxième place.

### Retour à la Juventus
Antonio Conte, le nouvel entraineur de la Juventus, rappelle Marrone (qu'il a eu sous ses ordres la saison précédente à Sienne). Le 6 mai 2012, Luca et la Juventus devienne champion d'Italie en n'ayant perdu aucun match de la saison. Le 13 mai, lors de l'ultime journée de championnat contre l'Atalanta Bergame, Marrone ouvre le score.
Lors de la saison 2012-2013, et face à la menace de suspension qui pèse sur Bonucci, Conte décide de faire reculer Marrone au poste de défenseur central. Cela se révélera être un très bon choix, puisque Marrone rendra des copies très propres à chacune de ses apparitions. Cette même saison, il va également goûter à la prestigieuse Ligue des champions. Lors du match retour des huitièmes de finale contre le Celtic Glasgow, Marrone est titulaire et réalise un très bon match. Petit exploit, il réussit la totalité de ses passes lors de ce match. Le 5 mai 2013, Luca fête un second titre de champion d'Italie.

### US Sassuolo
Le 2 septembre 2013, dernier jour du mercato estival, il signe en faveur de l'US Sassuolo Calcio, promu en Serie A.
En mars 2014, il est convoqué par Prandelli pour un stage avec la Nazionale. 
Il vit une saison très compliquée, souvent blessé il ne participe qu'à 15 matchs, délivrant une passe décisive. Il est malgré tout rappelé à la Juve lors de l'été 2014 et enchante le nouvel entraineur, Allegri, au poste de défenseur central. 

### Plusieurs prêts
Il retourne à la Juventus lors de l'été 2014 en échange de Federico Peluso qui lui va à Sassuolo. Il prolonge son contrat jusqu'en juin 2019. Il est cependant prêté à Carpi puis au Hellas Vérone.  
Le 23 juillet 2016, lors d'un match amical contre Melbourne et profitant de nombreuses absences, Luca Marrone porte pour la première le brassard de capitaine de la Juventus.  

## Statistiques
| Saison                | Club                  | Championnat           | Championnat | Championnat | Coupe(s) nationale(s) | Coupe(s) nationale(s) | Compétition(s) continentale(s) | Compétition(s) continentale(s) | Compétition(s) continentale(s) | Total | Total |
| Saison                | Club                  | Division              | M.          | B.          | M.                    | B.                    | Comp.                          | M.                             | B.                             | M.    | B.    |
| 2009-2010             | Juventus Turin        | Serie A               | 2           | 0           | -                     | -                     | -                              | -                              | -                              | 2     | 0     |
| 2010-2011             | AC Sienne (prêt)      | Serie B               | 18          | 1           | 1                     | 0                     | -                              | -                              | -                              | 19    | 1     |
| 2011-2012             | Juventus Turin        | Serie A               | 3           | 1           | 3                     | 0                     | -                              | -                              | -                              | 6     | 1     |
| 2012-2013             | Juventus Turin        | Serie A               | 10          | 0           | 4                     | 0                     | C1                             | 1                              | 0                              | 15    | 0     |
| 2013-2014             | US Sassuolo           | Serie A               | 15          | 0           | -                     | -                     | -                              | -                              | -                              | 15    | 0     |
| 2014-2015             | Juventus Turin        | Serie A               | -           | -           | -                     | -                     | C1                             | -                              | -                              | 0     | 0     |
| 2015-2016             | Carpi FC (prêt)       | Serie A               | 9           | 1           | 4                     | 0                     | -                              | -                              | -                              | 13    | 1     |
| 2015-2016             | Hellas Vérone (prêt)  | Serie A               | 12          | 0           | -                     | -                     | -                              | -                              | -                              | 12    | 0     |
| Total sur la carrière | Total sur la carrière | Total sur la carrière | 69          | 3           | 12                    | 0                     | -                              | 1                              | 0                              | 82    | 3     |

## Palmarès

### En club
Juventus Turin
- Champion d'Italie en 2012 et 2013.
- Vainqueur de la Supercoupe d'Italie en 2012.
- Vainqueur du tournoi de Vareggio en 2009 et 2010.
- Campionato Allievi Nazionali en 2005-2006.
- Vainqueur de la Supercoppa Primavera en 2007.